# اجتماع حوكمة الإنترنت

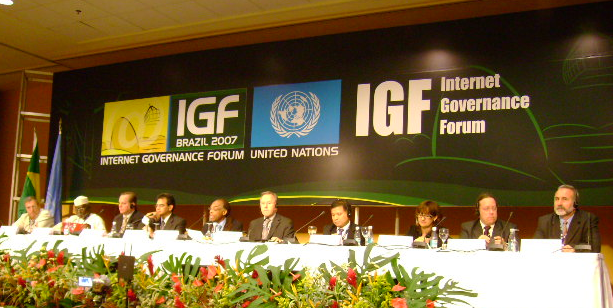
مؤتمر حوكمة الإنترنت،ريو دي جانيرو 2007

اجتماع حوكمة الإنترنت هو مؤتمر لأصحاب الشأن وذلك لمناقشة القضايا السياسية لحوكمة الإنترنت. يجمع كافة أصحاب الشأن في مناقشة حول حوكمة الإنترنت، سواء كانوا يمثلوا الحكومة أو قطاع خاص أو جمعية مدنية، وأيضاً المجتمع الأكاديمي والعلمي، على أسس متساوية وخلال عملية منفتحة وشاملة.

## خارطة الطريق الإقليمية لحوكمة الإنترنت
تتوزّع هذه الخارطة على ستة مجالات ذات أولوية تتعلق مباشرةً بالمنطقة العربية وهي: التمكين المؤسسي وموارد الإنترنت الحرجة، والوصول إلى الإنترنت، والتنوع الثقافي واللغوي، والأمن والانفتاح. وقد أُعدّ كل برنامج من البرامج الفرعية بالاستناد إلى إطار منطقي يتألف من العناصر التالية: الأهداف وهي الإنجازات المتوخاة، والإنجازات المتوقعة وهي التي تؤدي إلى تحقيق تلك الأهداف، والاستراتيجيات وهي التي تحدد المنهجية اللازمة لتحقيق النتائج، ومؤشرات الإنجاز وهي التي تساعد على قياس الأداء في تنفيذ خارطة الطريق.
ارتأى المشاركون أن يقسموا خارطة الطريق إلى قسمين، قسم أول يتضمّن الأهداف والإنجازات المتوقعة لكل برنامج فرعي وعنوانه "الإطار العام والمبادئ والأهداف"، وقسم ثانٍ يتضمّن الاستراتيجيات والمبادئ الأساسية للسياسات والإجراءات ومؤشرات الإنجاز.
ناقش المشاركون في اجتماع الخبراء كل برنامج من البرامج الفرعية، واقترحوا إجراء تغييرات على خارطة الطريق التي ستترجم إلى اللغة العربية وتُعرض على مجلس الوزراء العرب للاتصالات والمعلومات في 26 كانون الثاني/يناير 2011 للمصادقة عليها واعتمادها لدى وضع السياسات في هذا المجال.